# Forest Hills – 71st Avenue (métro de New York)
Forest Hills – 71st Avenue est une station souterraine du métro de New York située dans le quartier de Forest Hills dans le Queens. Elle est desservie par une unique ligne (au sens de tronçons du réseau), la IND Queens Boulevard Line et est empruntée par des dessertes provenant des anciens réseaux de l'Independent Subway System (métros bleus et orange) et de la Brooklyn-Manhattan Transit Corporation (métros jaunes). Sur la base de la fréquentation, la station figurait au 39e rang sur 421 en 2012
Au total, quatre services y circulent :
- la E et la F y circulent 24/7 ;
- la R y circule tout le temps sauf la nuit ;
- la M assure la desserte en semaine sauf pendant la nuit (late nights).